# San Jaime de Frontanya
San Jaime de Frontanya, San Jaime Frontanyá o San Jaime de Frontanyá (en catalán, y oficialmente, Sant Jaume de Frontanyà) es un municipio español de la comarca del Bergadá en la provincia de Barcelona, Cataluña, regado por afluentes de la riera de Merlés. San Jaume de Frontanya es un pueblo pequeño que se estructura, desde el punto de vista urbanístico, a partir de dos calles: calle de Baix, prolongación de la carretera local BV-4656, y la calle de Dalt, que enlaza con el sendero del GR 4-1. Estas dos calles confluyen en el punto donde está la iglesia y el cementerio, así como varios espacios libres de relieve, perímetro y uso variado: plaza del Ayuntamiento, plaza de la Iglesia o varios huertos.

## Patrimonio

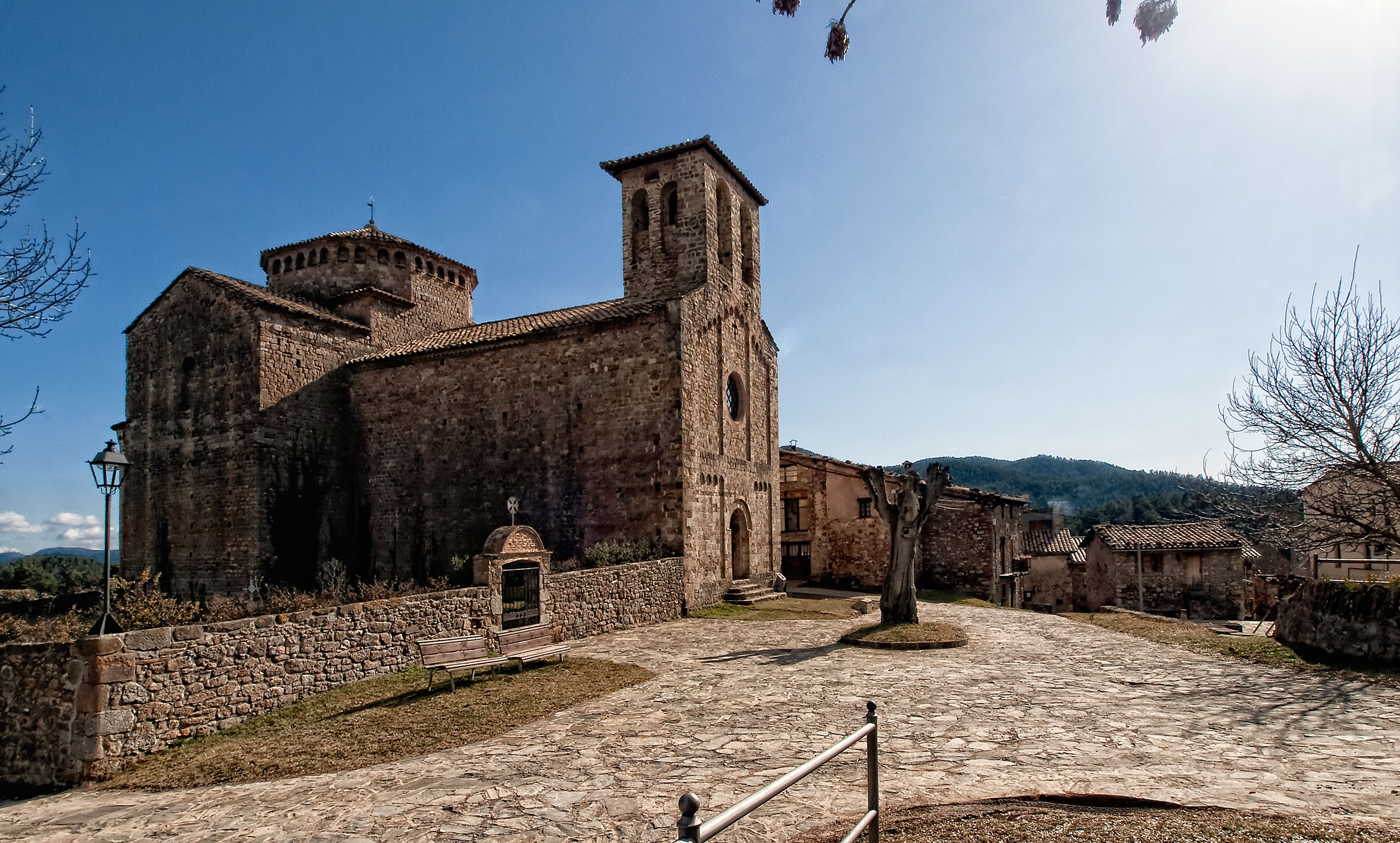
Iglesia de San Jaime

La iglesia de San Jaime de Frontanya es el elemento más visible del pequeño núcleo homónimo. El edificio actual se edificó en torno al año 1070 como sede de una pequeña comunidad de monjes agustinianos regida por un prior, bien documentada desde mediados del siglo XII. Se trata de una iglesia de cruz latina con nave y tres ábsides ubicados en el transepto, cubierta con un cimborio de doce lados, único en Cataluña. Gran parte de la localidad se halla bajo la protección de Bien de Interés Cultural, como entorno de protección de la iglesia. Fue declarada como tal el 25 de noviembre de 2005.

## Demografía
San Jaime de Frontanya cuenta con una población de 26 habitantes (INE 2024).
| Gráfica de evolución demográfica de San Jaime de Frontanya entre 1842 y 2021 |
| |
| Población de derecho según los censos de población del INE. Población de hecho según los censos de población del INE.En estos censos se denominaba San Jaime Frontanyá: 1842, 1857, 1877, 1887, 1897, 1900, 1910, 1920, 1930, 1940, 1950, 1960, 1970 y 1981. En este censo se denominaba San Jaime de Fontaña: 1860. |

## Economía
Su término es montañoso y escasamente poblado, con bosques de pinos y pastos para la ganadería que junto con la agricultura de cereales y el turismo son la base de su economía. 

## Administración
Por su escasa población, funciona en régimen de concejo abierto. Todos los habitantes con derecho a voto son concejales del ayuntamiento con un alcalde como representante.

## Historia
Aparece documentado por primera vez en 905, con motivo de la consagración de su antigua iglesia de Sant Jaume Vell.
Durante la Segunda República para quitarle la religiosidad fue nombrada Frontanyà de Roca.

## Lugares de interés
- Monasterio de San Jaime de Frontanya, del siglo XI
- Ermita de Sant Esteve de Tubau, de origen prerrománico.
- Santuario de la Virgen dels Oms. Siglo XVIII.